# محمد أباد العليا (اسماعيلي كرمان)
محمد أباد العلیا (بالفارسية: محمدآباد علیا) هي منطقة سكنية تقع في إيران في منطقة إسماعيلي. يقدر عدد سكانها بـ 224 نسمة بحسب إحصاء 2016.